# Красная (река, Сахалин)
Кра́сная — река в Тымовском районе Сахалинской области, приток реки Тымь

## Географическое положение
Река Красная берёт начало в горах на юго-востоке острова Сахалин, течёт преимущественно в северо-западном направлении. На реке расположены сёла Палево и Ясное.

## Данные водного реестра
По данным государственного водного реестра России относится к Амурскому бассейновому округу, водохозяйственный участок реки — Водные объекты острова Сахалин без бассейна реки Сусуя. Речной бассейн реки — Бассейны рек острова Сахалин.
Код объекта в государственном водном реестре — 20050000212118300000999.

## Описание
Красная является притоком реки Тымь, 260 км по левому берегу. Длина реки 46 км, водосборная площадь — 285 км². В нее впадает река Веба (2,4 км от устья) и ручей Палевский (10 км от устья). Наполнение в большей степени от осадков, с преобладанием снегового, дополнение дают впадающие река и ручей.